# Миковитц, Джуди
Джуди Энн Миковитц (англ. Judy Anne Mikovits; род. 1958) — американская бывшая исследовательница и антивакцинатор, известная своими дискредитированными медицинскими утверждениями, такими как утверждение о том, что мышиные эндогенные ретровирусы вызывают синдром хронической усталости.

## Научная деятельность
Получила степень бакалавра химии в Университете Виргинии в 1980 году. По своим утверждениям, затем работала в фармацевтической компании Upjohn в Мичигане. В 1988 году поступила на работу в Национальном институте онкологии в Мэриленде, где работала под руководством профессора Фрэнсиса Ручетти (англ. Francis Ruscetti). В 1991 году получила степень доктора философии (Ph. D.) по биохимии в Университете Джорджа Вашингтона.
С 2006 по 2011 год Миковитц была директором по исследованиям в Институте Уиттмора Петерсона (WPI) при Невадском университете в Рино. В этой роли в 2009 году она выпустила работу, по которой ретровирус, известный как вирус, связанный с вирусом ксенотропного мышиного лейкоза (XMRV), объявлялся ассоциированным с и возможной причиной синдрома хронической усталости. После широкой критики её работы она была отозвана 22 декабря 2011 года журналом Science, а Миковитц была уволена. В ноябре 2011 года её арестовали по обвинению в краже лабораторных записей и компьютера у WPI, но через 5 дней выпустили и институт позднее отказался от обвинений.
В 2020 году Миковитц стала известна как пропагандистка конспирологических теорий о пандемии COVID-19, приняв участие в создании онлайн-видео Plandemic (словослияние «план» и «пандемия»), в которых она сделала ложные и неоснованные на научных данных утверждения о природе COVID-19.